# Guane-1 (supercomputador)
Guane-1 es el nombre del superordenador de la Universidad Industrial de Santander en Colombia. Está situado en el Parque Tecnológico de Guatiguará. Al momento de adqurirse la supercomputadora, contaba con 150 TFlops de Procesamiento. En el 2012, con GUANE-1 Reload, la supercomputadora contaba con 320 TFlops de procesamiento. Al momento la Universidad Industrial de Santander no ha vuelto a publicar datos sobre las capacidades actuales, pero se supone que está en un funcionamiento por el 30% de la capacidad original. 
Esta tecnología de HPC (Computación de alto rendimiento) tiene la capacidad de 35 000 computadoras ejecutando 14 millones de instrucciones por segundo simultáneamente, fue en algún momento la más potente de Colombia.
Actualmente el país cuenta con supercomputadoras de capacidad importante como Apolo de EAFIT con 17,8 Teraflops y BIOS en Manizales con 130 Teraflops, igualmente esta PACCA de la Universidad de Cartagena.
Su nombre técnico proviene de la abreviatura GUANE (GpUs Advanced computiNg Environment) que traducido del inglés significa Ambiente de Computo Avanzado de GPUs. Pero culturalmente fue bautizada en homenaje a los indígenas que habitaron el cañón del Río Chicamocha.

## Usos y antecedentes
La configuración inicial y organización se hizo con un proyecto entre HP (hoy en día HPE), NVIDIA, y la Universidad Industrial de Santander, a través de un equipo liderado por Carlos Jaime Barrios Hernández, quien dirija en su momento el proyecto denominado TIC Avanzado para Ciencias e Ingenierías del Oriente Colombiano, que daría nacimiento a Supercomputación y Cálculo Científico. A partir de la coorganización tanto con el fabricante, NVIDIA, Intel y lo que posteriormente se llamaría Supercomputación y Cálculo Científico (SC3UIS), se tomo GUANE-1 como un banco de pruebas en computación de alta densidad y sostenibilidad. 
En sus aplicaciones iniciales tardó 7 horas para analizar una imagen microscópica reproducida un millón de veces. El mismo proceso, en otras computadoras, tardaría hasta seis semanas.
Otras investigaciones y proyectos que se llevan a cabo gracias a Guane-1 incluyen: predicción de clima, secuenciación de genes, análisis de imágenes del cielo, diseño de nuevos materiales, diseño de fármacos, química, simulaciones de petróleo dentro de diferentes medios del subsuelo.

## Descripción técnica

##### Características de los nodos
Especificaciones del Hardware presente en Guane-1:
16 nodos ProLiant SL390s G7.
- Nodos: 11 con procesador: 2 Intel Xeon CPU E5645.
  - 8 de los cuales son GPU (8 Tesla M2075)
  - 3 de los cuales con GPU (8 Tesla M2052)

- Nodos: 5 con procesador: 2 Intel Xeon CPU E5640, 2.66 GHz.
  - Todos los 5 son GPU (8 Tesla M2052)

- RAM: 312 GB (104 GB por nodo)
- Disco: 600 GB (3 discos de 200 GB SAS).

El disco duro SAS (Serial Attached SCSI) es un dispositivo electromecánico que se encarga de almacenar y leer grandes volúmenes de información a altas velocidades mediante pequeños electroimanes (cabezas de lectura y escritura), sobre un disco recubierto de limadura magnética.

##### Características de la Red
- 1 Red Giga Ethernet de Administración
- 1 Red 10 Gbps
- Red InfiniBand

##### Compiladores
Programas que generan código ejecutable para distintos lenguajes de programación (C, C++, Fortran): GNU, intel, PGI.
Un programa podría tener partes escritas en varios lenguajes (ej: C, C++, Asm), que se podrían compilar independientemente y luego enlazar juntas para formar un único módulo ejecutable.

## Contexto regional
En Latinoamérica existen varias supercomputadoras, las cuales solo 9 están en el Top500 y el GUANE-1, como la mayoría de infrastructuras en América Latina estarían ubicadas entre las máquinas 800 a las 1400.

## Centro Colombiano de Computación Avanzada
El Ministerio de Tecnologías de la Información y Comunicación y la Universidad Industrial de Santander, firmaron una carta de intención para la creación del Centro Colombiano de Computación Avanzada en el Parque Tecnológico Guatiguará. 
Este pretende ser un espacio científico que permita el desarrollo de conocimiento y tecnología de vanguardia en el país y que contará con la infraestructura, conocimiento y servicio de computación de alto rendimiento (HPC). La Universidad de los Andes también contribuirá con soporte técnico a esta iniciativa que aspira a convertirse en un referente de innovación y competitividad así como lo son otros centros mundiales como el Barcelona Supercomputing Center (España), el Texas Advanced Computing Center (EE. UU.), Julich Supercomputer Center (Alemania) o el Laboratorio Nacional de Cálculo Científico (Brasil).
En el lugar se articulará la investigación e innovación del más alto nivel donde 300 investigadores ya desarrollan su labor en una estructura de 7 mil metros cuadrados.